# Heterostegane tritocampsis
Heterostegane tritocampsis är en fjärilsart som beskrevs av Louis Beethoven Prout 1934. Heterostegane tritocampsis ingår i släktet Heterostegane och familjen mätare. Inga underarter finns listade i Catalogue of Life.